# DOSKEY
DOSKEY(도스키)는 도스, IBM, OS/2, 마이크로소프트 윈도우, and ReactOS ReactOS용 명령어로서 명령어 역사, 매크로 기능을 추가하고 개선된 편집 기능을 명령 줄 인터프리터인 COMMAND.COM과 cmd.exe에 제공한다.

## 역사
이 명령어는 MS-DOS와 PC-DOS 버전 5 이상, 이후 윈도우 9x, 최종적으로는 윈도우 2000 이상에서 TSR 프로그램으로서 포함되었다.

## 사용법

### 명령어 스위치
DOSKEY [/switch ...] [macroname=[text]]

## 같이 보기
- 도스 명령어 목록